# Vườn quốc gia biển Wadden (Đan Mạch)
Vườn quốc gia biển Wadden (tiếng Đan Mạch: Nationalpark Vadehavet) là một vườn quốc gia của Đan Mạch. Được chính thức thành lập vào ngày 16 tháng 10 năm 2010, đây là vườn quốc gia lớn nhất tại Đan Mạch ngoài Greenland khi nó bảo vệ khu vực tự nhiên của biển Wadden kéo dài từ vịnh Ho đến biên giới với Đức, bao gồm cả các đảo Fanø, Mandø, Rømø, mũi đất Blåvandshuk, cửa sông Varde, các đầm lầy như Tjæreborgmarsken, Ribemarsken, Margrethekogen và De Ydre Diger ở Tøndermarsken.
Wadden là vùng biển quốc tế được biết đến như là nơi nghỉ chân của hàng triệu cá thể chim di trú, trong đó có tới 10 triệu con băng qua vùng biển này hai lần mỗi năm trong đó có sáo đá xanh. Nó cũng là nhà của một số lượng lớn các loài chim sinh sản, cá, động vật không xương sống như là sao biển và trai xanh. Tổng cộng có đến 500 loài động thực vật có mặt tại đây. Chính nhờ hệ sinh thái độc đáo nguyên vẹn của những bãi triều, vườn quốc gia này đã trở thành một phần của Di sản thế giới biển Wadden từ năm 2014. Hoàng tử Joachim của Đan Mạch cũng chính là chủ của Trung tâm Biển Wadden.
97% diện tích vườn quốc gia được xếp hạng là một khu bảo tồn thiên nhiên của Natura 2000 được chia thành nhiều khu bảo tồn gồm khu bảo tồn chim, khu bảo tồn động vật hoang dã, vùng đất ngập nước có tầm quan trọng quốc tế.